# Локомотиви БДЖ серия 11.00
Тази серия е получена едновременно с локомотивите серия 03.00. Заедно те са развитие на серия 01.00 и серия 02.00, с цел избягване на появилите се дефекти при тяхната експлоатация. Те са подобрена модификация на серия 10.00 и са предназначени за возене на тежки пътнически влакове със скорост до 75 км/ч. Котлите са напълно еднакви с тези на серия 11.00. Парната машина е трицилиндрова, системе „Drilling“. Локомотивите и тендерите са обзаведени с автоматична и допълнителна въздушна спирачка. Ръчната спирачка действа само на тендера. Спирателни са всички сцепни и тендерни колооси без предната двуосна талига. Тендерът е еднакъв с този на серия 03.00. Той е четириосен, а колоосите са групирани в две двуосни талиги. До 1965 г. всички локомотиви от серията са приведени на смесено мазутно-въглищно гориво.
Поради замяната на парната тяга с дизелова и електрическа, след 1969 – 1970 г. са изведени в резерв, а през 1975 г. са бракувани заедно. За музейната колекция на БДЖ е запазен локомотив 11.10.
Локомотивите от серии 03.00 и 11.00 са с най-голяма служебна маса (локомотив и тендер – 179 180 кг), както и с най-голяма дължина – 23 105 мм. Тези числа не са надминати и до днес. Локомотивите серия 11.00, със своята колоосна формула (2-5-0) са единствените в Европа.
| Експлоат. номер | Производител      | Фабр. №/година | Бележки          |
| --------------- | ----------------- | -------------- | ---------------- |
| 11.01           | Henschel – Kassel | 25933/1941     | Бракуван 1975 г. |
| 11.02           | Henschel – Kassel | 25934/1941     | Бракуван 1975 г. |
| 11.03           | Henschel – Kassel | 26576/1942     | Бракуван 1975 г. |
| 11.04           | Henschel – Kassel | 26577/1942     | Бракуван 1975 г. |
| 11.05           | Henschel – Kassel | 26578/1942     | Бракуван 1975 г. |
| 11.06           | Henschel – Kassel | 26579/1942     | Бракуван 1975 г. |
| 11.07           | Henschel – Kassel | 26580/1942     | Бракуван 1975 г. |
| 11.08           | Henschel – Kassel | 26581/1942     | Бракуван 1975 г. |
| 11.09           | Henschel – Kassel | 26582/1942     | Бракуван 1975 г. |
| 11.10           | Henschel – Kassel | 26583/1942     | Бракуван 1975 г. |
| 11.11 – 11.15   | Непроизведени     |                |                  |
| 11.16           | Borsig – Berlin   | 15141/1943     | Бракуван 1975 г. |
| 11.16           | Borsig – Berlin   | 15141/1943     | Бракуван 1975 г. |
| 11.17           | Borsig – Berlin   | 15142/1943     | Бракуван 1975 г. |
| 11.18           | Borsig – Berlin   | 15143/1943     | Бракуван 1975 г. |
| 11.19           | Borsig – Berlin   | 15144/1943     | Бракуван 1975 г. |
| 11.20           | Borsig – Berlin   | 15145/1943     | Бракуван 1975 г. |
| 11.21           | Borsig – Berlin   | 15146/1943     | Бракуван 1975 г. |
| 11.22           | Borsig – Berlin   | 15147/1943     | Бракуван 1975 г. |